# Maripa
Maripa, rod slakovki smješten u tribus Maripeae, dio potporodice  Convolvuloideae. Sastoji se od 20 vrsta lijana rasprostranjenih po tropskoj Americi, od Gvatemale do Brazila. 
Tipična vrsta je Maripa scandens. Rod je opisan u Histoire des Plantes de la Guiane Françoise 1: 230, t. 91. 1775.

## Opis
1. Maripa axilliflora Mart. ex Meisn.
2. Maripa densiflora Benth.
3. Maripa elongata Ducke
4. Maripa fasciculata Ooststr.
5. Maripa glabra Choisy
6. Maripa janusiana D.F.Austin
7. Maripa lewisii D.F.Austin
8. Maripa longifolia Sagot ex Hallier f.
9. Maripa nicaraguensis Hemsl.
10. Maripa panamensis Hemsl.
11. Maripa paniculata Barb.Rodr.
12. Maripa pauciflora D.F.Austin
13. Maripa peruviana Ooststr.
14. Maripa putumayana D.F.Austin
15. Maripa repens Rusby
16. Maripa reticulata Ducke
17. Maripa scandens Aubl.
18. Maripa stellulata Steyerm.
19. Maripa violacea (Aubl.) Ooststr. ex Lanj. & Uittien
20. Maripa williamsii Ooststr.

## Sinonimi
- Gaseranthus Poit. ex Meisn.; Mart., Fl. Bras. 7: 206 (1869), pro syn.
- Maireria Scop.; Intr. Hist. Nat.: 192 (1777), nom. superfl.
- Mouroucoa Aubl.; Hist. Pl. Guiane 1: 141 (1775)